# Monte Forcola
Monte Forcola är en bergstopp i Schweiz.   Den ligger i regionen Engiadina Bassa/Val Müstair och kantonen Graubünden, i den östra delen av landet, 230 km öster om huvudstaden Bern. Toppen på Monte Forcola är 2 896 meter över havet, eller 152 meter över den omgivande terrängen. Bredden vid basen är 0,95 km.
Terrängen runt Monte Forcola är bergig söderut, men norrut är den kuperad. Runt Monte Forcola är det mycket glesbefolkat, med 7 invånare per kvadratkilometer.. Närmaste större samhälle är Müstair, 10,6 km nordost om Monte Forcola. 
Trakten runt Monte Forcola består i huvudsak av gräsmarker.